# Premi a la millor pel·lícula (Festival de Sitges)
El Premi a la millor pel·lícula és el premi principal concedit pel jurat de la secció oficial del Festival Internacional de Cinema de Catalunya a la millor pel·lícula del certamen. Tot i que el festival va començar el 1968, el premi no fou concedit fins a l'edició del 1971.
El premi no es va atorgar entre el 1979 i el 1982. Des de l'edició del 1983 a la del 1989 el premi fou conegut com a "Premi Caixa de Catalunya" a la millor pel·lícula.

## Guardonats
| Any  | Pel·lícula                                 | Director                                    | País                | Referència |
| ---- | ------------------------------------------ | ------------------------------------------- | ------------------- | ---------- |
| 1972 | Spalovac mrtvol                            | Juraj Herz                                  | Txèquia             | [ 1 ]      |
| 1978 | Long Weekend                               | Colin Eggleston                             | Austràlia           | [ 2 ]      |
| 1983 | Le Dernier Combat                          | Luc Besson                                  | França              | [ 3 ]      |
| 1984 | En companyia de llops                      | Neil Jordan                                 | Regne Unit          | [ 4 ]      |
| 1985 | Re-Animator                                | Stuart Gordon                               | Estats Units        | [ 5 ]      |
| 1986 | Vellut blau                                | David Lynch                                 | Estats Units        | [ 6 ]      |
| 1987 | Hol volt, hol nem volt                     | Gyula Gazdag                                | Hongria             | [ 7 ]      |
| 1988 | El navegant                                | Vincent Ward                                | Nova Zelanda        | [ 8 ]      |
| 1989 | Cor de mitjanit                            | Matthew Chapman                             | Estats Units        | [ 9 ]      |
| 1990 | Henry: retrat d'un assassí en sèrie        | John McNaughton                             | Estats Units        | [ 10 ]     |
| 1991 | Europa                                     | Lars Von Trier                              | Dinamarca           | [ 11 ]     |
| 1992 | Va succeir a prop de casa teva             | Rémy Belvaux André Bonzel Benoît Poelvoorde | Bèlgica             | [ 12 ]     |
| 1993 | Orlando                                    | Sally Potter                                | Regne Unit          | [ 13 ]     |
| 1994 | 71 Fragmente einer Chronologie des Zufalls | Michael Haneke                              | Alemanya            | [ 14 ]     |
| 1994 | Justino, un asesino de la tercera edad     | Luis Guridi i Santiago Aguilar              | Espanya             |            |
| 1995 | Ciutadà X                                  | Chris Gerolmo                               | Estats Units        | [ 15 ]     |
| 1996 | The Pillow Book                            | Peter Greenaway                             | Regne Unit          | [ 16 ]     |
| 1997 | Gattaca                                    | Andrew Niccol                               | Estats Units        | [ 17 ]     |
| 1998 | Cube                                       | Vincenzo Natali                             | Canadà              | [ 18 ]     |
| 1999 | Ringu                                      | Hideo Nakata                                | Japó                | [ 19 ]     |
| 2000 | Ed Gein                                    | Chuck Parello                               | Estats Units        | [ 20 ]     |
| 2001 | Vidocq                                     | Pitof                                       | França              | [ 21 ]     |
| 2002 | Dracula: Pages from a Virgin's Diary       | Guy Maddin                                  | Canadà              | [ 22 ]     |
| 2003 | Zatoichi                                   | Takeshi Kitano                              | Japó                | [ 23 ]     |
| 2004 | Old Boy                                    | Park Chan-wook                              | Corea del Sud       | [ 24 ]     |
| 2005 | Hard Candy                                 | David Slade                                 | Estats Units        | [ 25 ]     |
| 2006 | Requiem                                    | Hans-Christian Schmid                       | Alemanya            | [ 26 ]     |
| 2007 | The fall: El somni d'Alexandria            | Tarsem Singh                                | Estats Units/ Índia | [ 26 ]     |
| 2008 | Surveillance                               | Jennifer Lynch                              | Estats Units        | [ 27 ]     |
| 2009 | Moon                                       | Duncan Jones                                | Regne Unit          | [ 28 ]     |
| 2010 | Rare Exports                               | Jalmari Helander                            | Finlàndia           | [ 29 ]     |
| 2011 | Red State                                  | Kevin Smith                                 | Estats Units        | [ 30 ]     |
| 2012 | Holy Motors                                | Leos Carax                                  | França              | [ 31 ]     |
| 2013 | Borgman                                    | Alex van Warmerdam                          | Països Baixos       | [ 32 ]     |
| 2014 | I Origins                                  | Mike Cahill                                 | Estats Units        | [ 33 ]     |
| 2015 | La invitació                               | Karyn Kusama                                | Estats Units        | [ 34 ]     |
| 2016 | Swiss Army Man                             | Daniels                                     | Estats Units        | [ 35 ]     |
| 2017 | Jupiter's Moon                             | Kornél Mundruczó                            | Hongria             | [ 36 ]     |
| 2018 | Climax                                     | Gaspar Noé                                  | França              | [ 37 ]     |
| 2019 | El hoyo                                    | Galder Gaztelu-Urrutia                      | Espanya             | [ 38 ]     |
| 2020 | Possessor                                  | Brandon Cronenberg                          | Canadà              | [ 39 ]     |
| 2021 | Lamb                                       | Valdimar Jóhannsson                         | Islàndia            | [ 40 ]     |
| 2022 | Sisu                                       | Jalmari Helander                            | Finlàndia           | [ 41 ]     |
| 2023 | Cuando acecha la maldad                    | Demián Rugna                                | Argentina           | [ 42 ]     |
| 2024 | El bany del diable                         | Veronika Franz i Severin Fiala              | Àustria             | [ 43 ]     |